# SENJYO
『SENJYO』（センジョウ）はテーカン（→テクモ、現：コーエーテクモゲームス）が1983年に発売されたアーケードゲーム。3D視点のシューティングゲームである。

## 概要
自機は砲台「ツインレーザー砲」であり、8方向レバー、1ボタンで3D視点の照準を操作し、ツインレーザー砲で攻撃する。360度全方位から接近してくる敵戦車「スペースタンク」を下部中央の「レーダーサーチ」で見つけ、32台すべて迎撃し破壊することでラウンドクリアーとなる。「スペースタンク」の弾や、開始直後等に飛来する敵ミサイル「バニッシュ」に当たるとミスになる。
ツインレーザー砲の移動と共に、画面が上下左右に多重スクロールし視点・パースが変化する構成。また、低音で構成された進撃音が、スペースタンクの接近により3段階に変化しBGMが追加されていくのも特徴である。これらの実現のため、ハードウェアは新規開発が行われ、サウンドも2chステレオ構成が可能となる設計となっていた(但しSENJYO基板では1chのみの実装となっており、2ch目の空きパターンが確認できる)。
テーカンの自信作ではあり基板の売上げは良かったものの、「3D視点というのが時代的に早すぎために壮絶にコケた」と、原尾宏次（現・コーエーテクモウェーブ取締役）が述懐しているようにゲームセンターでの収入が芳しくなかった。このオペレーター側からのクレームに応えるべく、同基板を流用した『スターフォース』が急遽作成されることとなった。

## キャラクター
ツインレーザー砲
自機。上下左右に操作し、スペースタンクを迎撃する。
スペースタンク
敵機。1ラウンドで32台登場する。ツインレーザー砲に攻撃してくる。スペースタンクが撃つ弾はツインレーザー砲で破壊することができる。スペースタンクが山の上にいる時に破壊すると得点が高い。スペースタンクが最も手前まで進撃してきた場合、ツインレーザー砲に近接した状態で弾を連射してくるため、難度が急上昇する。
ディテクター
敵機。スペースタンクを4台破壊すると出現する。破壊することで得点倍率が2倍から5倍まで変化する。ディテクター登場までのスペースタンクの破壊数カウント、及び得点倍率はは画面左下の表示で確認できる。
バニッシュ
敵機。開始直後、及び一定時間経過後にツインレーザー砲にめがけて突進してくる。手前で破壊することで得点が高い。

## 移植版
MSX版
1984年にソニーからHiTBiTレーベルにて発売。
PlayStation 2版
2004年11月25日発売の『テクモヒットパレード』に収録。この7作品に『SENJYO』が含まれている。
Xbox版
2005年10月27日発売の『テクモクラシックアーケード』に収録。この11作品に『SENJYO』が含まれている。
PlayStation 4版 / Nintendo Switch版
2023年1月12日にアーケードアーカイブスの1作品として配信。